# Skvortzovia
Skvortzovia Bononi & Hjortstam – rodzaj grzybów z rzędu szczeciniakowców (Hymenochaetales). Nazwę rodzaju nadano dla uczczenia botanika Borisa Skvortzova, który w latach sześćdziesiątych i wczesnych siedemdziesiątych XX wieku opisywał grzyby kortycjoidalne w stanie São Paulo w Brazylii.

## Charakterystyka
Grzyby kortycjoidalne o bazydiokarpie rozpostartym, rozproszonym, kruchym z wyraźnie odontoidalnym hymenoforem. System strzępkowy monomityczny, strzępki ze sprzążkami, w tramie nieco sklejone, o cienkich lub średnio grubych ściankach. Leptocystydy szydłowate z wierzchołkami zaokrąglonymi lub o kształcie od główkowatego do butelkowatego. Podstawki maczugowate z 4 sterygmami i sprzążką bazalną. Bazydiospory allantoidalne do nieco nerkowatych, gładkie, cienkościenne, nieamyloidalne, niecyjanofilne.
Skvortzovia jest podobna do Phlebia, ale różni się hymenoforem, delikatniejszym owocnikiem i luźnym hymenium. Filogenetycznie jest spokrewniona z Resinicium.

## Systematyka i nazewnictwo
Pozycja w klasyfikacji według Index Fungorum: Incertae sedis, Hymenochaetales, Agaricomycetidae, Agaricomycetes, Agaricomycotina, Basidiomycota, Fungi.
Niektóre gatunki:
- Skvortzovia dabieshanensis Jia Yu, Xue W. Wang, S.L. Liu & L.W. Zhou 2021
- Skvortzovia furfuracea (Bres.) G. Gruhn & Hallenberg 2018
- Skvortzovia furfurella (Bres.) Bononi & Hjortstam 1987
- Skvortzovia georgica (Parmasto) G. Gruhn & Hallenb. 2018
- Skvortzovia meridionalis (Burds. & Nakasone) G. Gruhn & Hallenb. 2018
- Skvortzovia pinicola (J. Erikss.) G. Gruhn & Hallenb. 2018 – tzw. ząbkówka kolczasta
- Skvortzovia qilianensis Jia Yu, Xue W. Wang, S.L. Liu & L.W. Zhou 2021
- Skvortzovia yunnanensis C.L. Zhao 2021

Wykaz gatunków i nazwy naukowe na podstawie Index Fungorum. Polska nazwa według W. Wojewody.